# James Mill
James Mill (Angus, 6 d'abril de 1773 – Kensington, 23 de juny de 1836) va ser un historiador, economista, politòleg i filòsof escocès. Va néixer a Northwater Bridge, en la parròquia de Logie-Pert, Angus. El 1808 va iniciar una relació amb Jeremy Bentham, i durant molts anys va ser el seu cap, company i aliat. Va adoptar els seus principis completament, i va dedicar les seves energies a mostrar-les al món. Amb ell va crear els principis de l'Utilitarisme i del principi d'utilitat: El major bé per al major nombre de persones. Van aplicar les seves teories pedagògiques en el fill de James Mill: John Stuart Mill creant un autèntic geni intel·lectual (encara que amb greus problemes de personalitat).

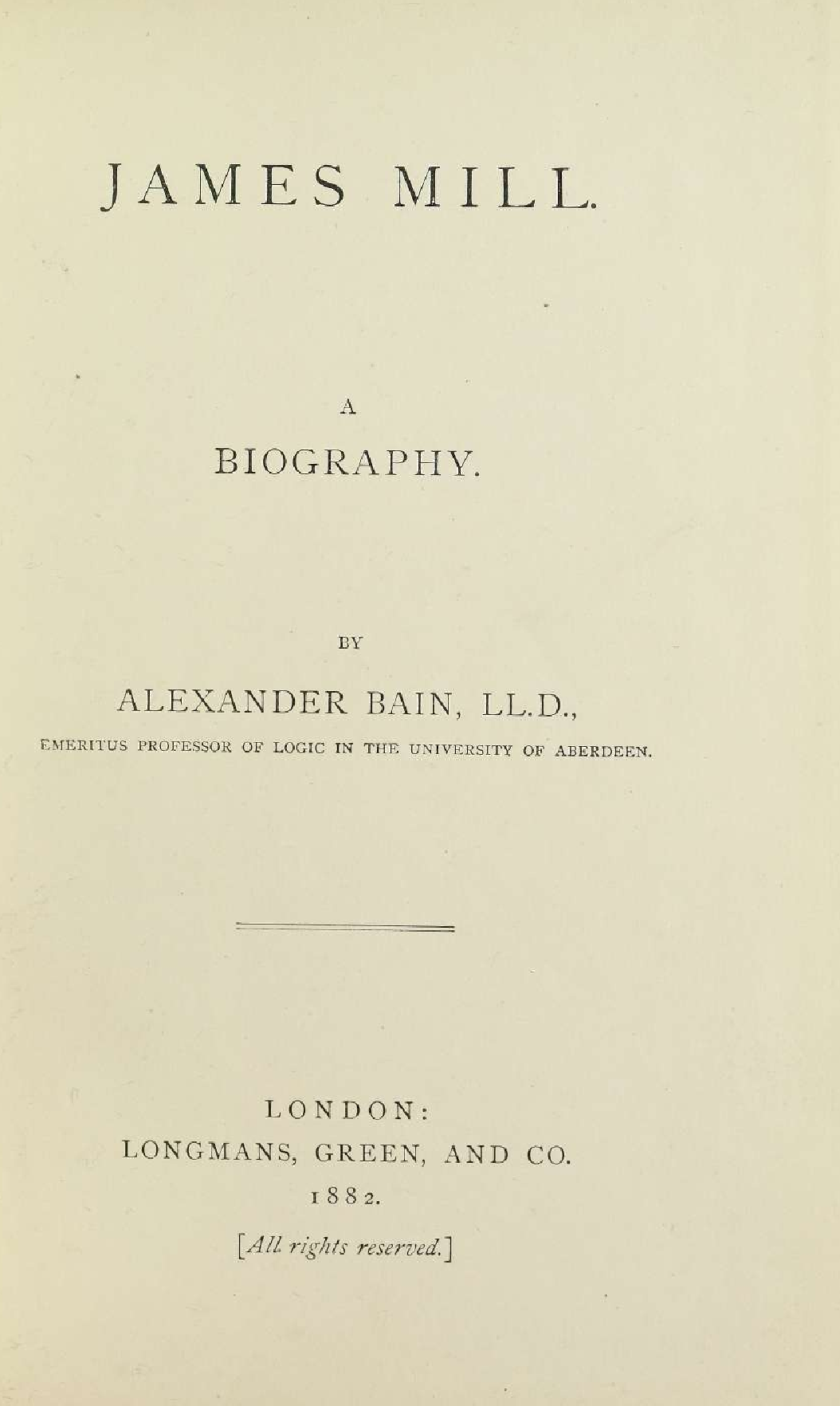
Alexander Bain, James Mill. A biography, 1882